# Toussaintia
Genre
Toussaintia Boutique est un genre de plantes à fleurs de la famille des Annonaceae. Il contient 4 espèces originaires d'Afrique.

## Liste d'espèces
Selon Catalogue of Life (16 janvier 2018) :
- Toussaintia congolensis Boutique
- Toussaintia hallei Le Thomas
- Toussaintia orientalis Verdc.
- Toussaintia patriciae Q. Luke & Deroin

Selon NCBI (16 janvier 2018) :
- Toussaintia orientalis

Selon The Plant List (16 janvier 2018) :
- Toussaintia congolensis Boutique
- Toussaintia hallei Le Thomas
- Toussaintia orientalis Verdc.
- Toussaintia patriciae Q. Luke & Deroin

Selon Tropicos (16 janvier 2018) (Attention liste brute contenant possiblement des synonymes) :
- Toussaintia congolensis Boutique
- Toussaintia hallei Le Thomas
- Toussaintia orientalis Verdc.
- Toussaintia patriciae Q. Luke & Deroin